# Giannino Pieralisi Volley
Giannino Pieralisi Volley är en volleybollklubb från Jesi, Italien. Klubben grundades 1969. De spelade länge i de lägre serierna, men klättrade sakta men säkert uppåt. De debuterade i serie A1 2001-2002. De stannade kvar i serie A1 under 00-talet. Under denna perioden nådde de även internationella framgångar med en vinst i CEV Challenge Cup 2008-2009 som främsta merit. De nåddde även final i samma tävling (som då hade namnet 'CEV Cup') 2003-2004. Nationellt blev de som bäst tvåa i serie A1 (2002-2003 och 2006-2007) samt finalist i Coppa Italia. Laget sålde 2010 sin spellicens till Spes Volley Conegliano och gick ner till serie B2 och spelar numera åter i de lägre divisionerna.